# Noemí Palacios
Noemí Palacios Domenech (Sabadell, 1982) es una escultora española. 

## Biografía
Tituló en la especialidad de escultura en la Escuela superior de arte de la Lonja de Mar. Posteriormente trabajó durante años en el taller del escultor Mariano Andrés Vilella profundizando el oficio de la talla en piedra. Es Profesora de escultura en la Escuela de arte Pablo Gargallo.Su trabajo se caracteriza por la búsqueda de unas formas que se ocultan entre la naturaleza más virginal y pura. Por medio de un estudio meticuloso sobre el volumen y el bloque pétreo, nos revela las propiedades inherentes a la masa, a la vez que inmortaliza todos aquellos sentimientos contenidos que expresa con firmeza y fuerza a través de cada una de sus piezas. El resultado final es el de unas construcciones deslizantes, tenues y sinuosas que mantienen paralelismos estéticos con la escultura de Constantin Brâncuși, Henry Moore o Mariano Andrés Vilella —mentor del artista y con el que colabora en la actualidad.
Ha participado en ferias de arte en París, Génova o Vigo y exposiciones individuales en Toulouse, Madrid, Barcelona, Manresa, San Adrián de Besós, Sant Celoni...y en más de 30 simposios internacionales de escultura de piedra y nieve celebrados en Italia, Míchigan, Colorado, Yukón, Saint-Béat y República Checa entre otros...
Actualmente compagina la realización de obra pública en piedra fuera de España con la docencia, impartiendo cursos monográficos de escultura en piedra.

## Reconocimientos
Ha sido premiada en varios concursos y bienales como la Bienal de Buñol (Valencia), Premio San Piero a Sieve (Florencia, Italia), Simposio de escultura de Gijon, Leon y Almería.